# Amisos

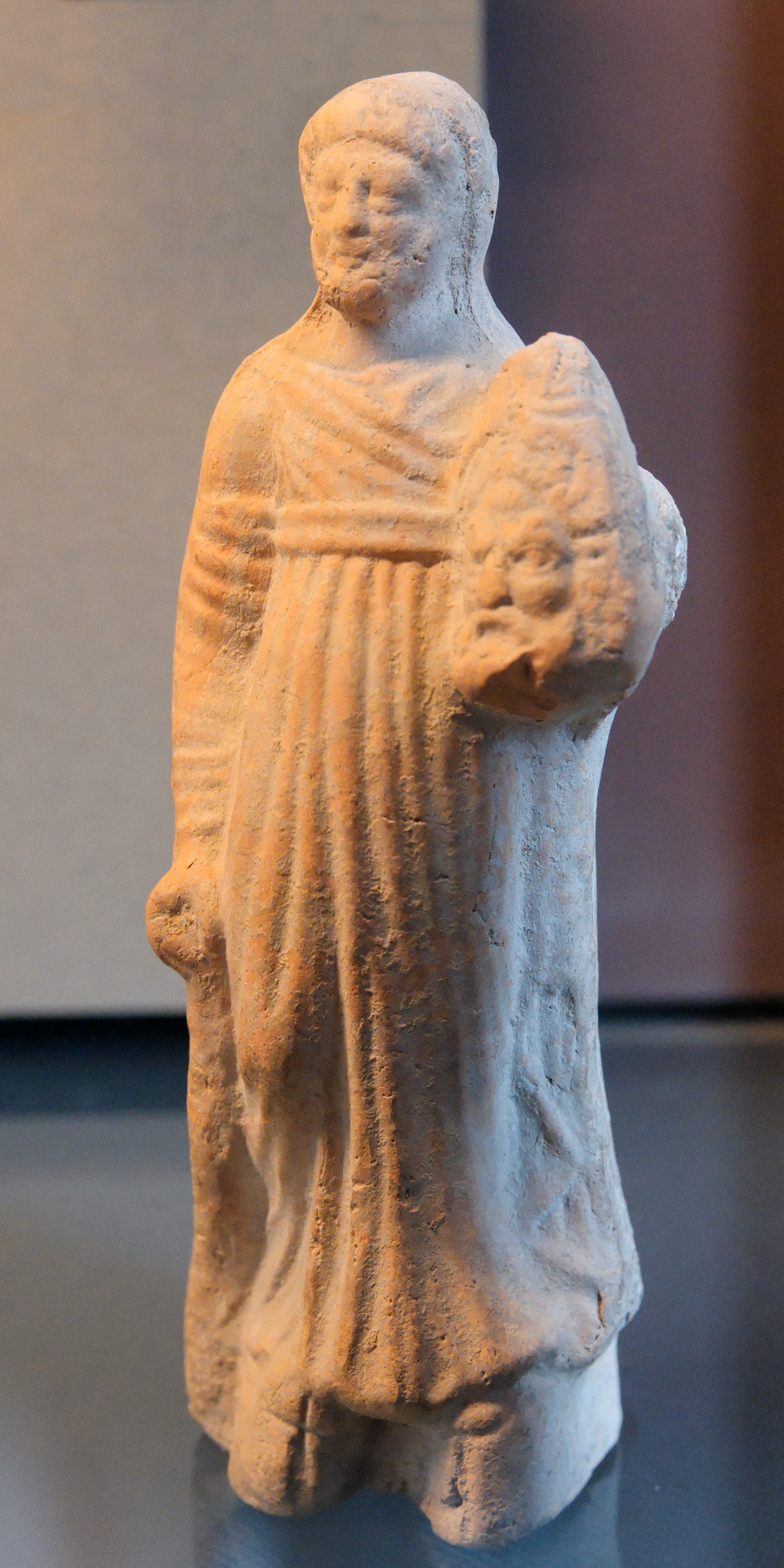
Schauspieler in der Rolle des Herakles, 16 cm, 175–150 v. Chr. Louvre CA1784

Amisos ('Αμισός) war die antike Namensform der heutigen türkischen Stadt Samsun (aus ς' 'Αμισόν s' Amison, deutsch ‚nach Amisos‘ bzw. ‚in Amisos‘, daraus griechisch Σαμψούντα Sampsounda) an der Südküste des Schwarzen Meers. Die Stadt erlebte ihre Blütezeit unter der Herrschaft von Mithridates VI. Eupator im 1. Jh. v. Chr. Während dieser Zeit gehörte sie zu den wichtigsten Herstellern von Münzen im Königreich Pontos und Terrakotta-Figuren in Kleinasien.

## Geografie
Man nimmt an, dass die antike Stadt Amisos im heutigen Stadtteil Baruthane von Samsun zwischen den Flussdelten von Halys und Iris lag. Die Siedlung entstand ursprünglich auf dem Toraman-Hügel, der etwa 165 m hoch und 2,5 km lang ist. Die Stadt expandierte gegen Westen und Osten. Auf dem Hügel standen die Zitadelle und die Oberstadt. Es wird vermutet, dass dort Beamte, Priester und Reiche gewohnt haben. Gegen die Küste des Schwarzen Meers erstreckte sich die Unterstadt, wo wahrscheinlich das wirtschaftliche Leben stattfand und sich die Agora befand. Überlieferungen erzählen von überfüllten Straßen, Tempeln, öffentlichen Plätzen und Gebäuden. Außerhalb der Stadt lagen der Hafen und die Nekropolis. Von der Nekropolis sind Erd-, Stein- und Felsgräber erhalten. Die Bewohner befestigten ihre Stadt mit Mauern. Gemäß einer Studie soll diese 44 Hektar umfasst haben. Im Lauf der Zeit wurde die Stadt dennoch mehrmals zerstört und wieder aufgebaut. Heute sind nur noch ein paar Überreste der Mauer zu sehen.
Die Stadt wurde durch die natürlichen Hindernisse des Meers und der Flüsse geschützt. Samsun, die heutige Stadt, auf deren Gebiet Amisos wahrscheinlich lag, wird westlich vom Kürtun Çayı und östlich vom Mert Irmaği eingegrenzt. Zwei kleine Bäche, Baruthane Deresi und Karanlık Dere, fließen durch die in den Hügel Toroman Tepe eingeschnittenen Täler. Die beiden Flussbette eignen sich noch heute für den Tonabbau. Damals versorgten die fruchtbaren Flusstäler die Stadt und trugen ihren Teil an den Handelsgütern bei wie auch die nahen Graphit-, Kupfer- und Zink-Minen.
Als einzige Landungsstelle zwischen Sinope und Trapezunt herrschte ein reger Handelsverkehr von Amisos aus über das Schwarze Meer zur Krim und zum Bosporus. Über Töpfereien, die gefunden und verglichen wurden, ist nachgewiesen, dass die Region bereits in der frühen Bronzezeit Verbindungen zu Inseln im östlichen Teil des Ägäischen Meers, Nord-Griechenland und den Regionen des heutigen Bulgariens und Rumäniens hatte. Die Funde zeigen, dass Amisos gleichermaßen Land- und Seewege für seinen Handel benutzte.
Parallel zum Schwarzen Meer liegen die Pontischen Alpen, die den Zugang zum Hinterland erschweren. Im Süden von Amisos verlieren die Alpen an Kontinuität und Höhe und ermöglichen dadurch Zugänge ins fruchtbare Hinterland. Archäologische Funde weisen darauf hin, dass ein Weg von Amisos nach Mesopotamien durch die Pontischen Alpen geführt hat, ein Teilstück der alten Handelsroute, die manchmal „Bağdat Straße“ genannt wird. Von Amisos aus führten Straßen zu den Städten Amaseia, Cabeira, Eupatoria, Phazemon, Comana, Zela, Sebasteia und Sebastapolis im Landesinneren.
Amisos hatte geographisch alle Voraussetzungen, um eine der wirtschaftlich erfolgreichsten Städte im Süden des Schwarzen Meers zu werden.

## Geschichte
Zum Überblick der Geschichte von Amisos

## Wirtschaft
Die Haupttriebfedern für die Wirtschaft waren das fruchtbare Land um Amisos herum und die Nähe zum Meer. Gräberfunde von Amisos weisen darauf hin, dass bereits im späten 4. Jh./frühen 3. Jh. v. Chr. eine große wirtschaftliche Aktivität stattgefunden hat.
Es ist heute schwierig abzuschätzen, wo die Grenzen des städtischen Einflussbereichs gelegen haben. Im Westen lag das fruchtbare Tal Gazelonitis und im Osten Themiskyra. In der Ebene von Gazelonitis wurden Lämmer für ihre feine Wolle und Gazellen gezüchtet. Die verschiedensten Pflanzen gediehen dort. Themiskyra besaß fruchtbares Land, von dem Strabon erzählt, dass unendliche Mengen an Getreide geerntet werden konnten. Daneben wurden Rinder und Pferde gezüchtet. Im Süden reiften Trauben, Pfirsiche, Äpfel und Nüsse.
Basierend auf archäologischen und geologischen Untersuchungen und zusätzlichen topographischen Aspekten wird vermutet, dass an zehn Standorten Kupfer und an weiteren drei Kupfer, Graphit und Zink abgebaut wurden, deren Erträge möglicherweise nach Amisos geflossen sind. Die vermutlichen Standorte liegen im Südosten von Amisos im Landesinnern, nordöstlich von Tokat. Der Abbau kann zeitlich nicht festgelegt werden. Die reichen Metallvorkommen Kleinasiens sind unbestritten, ebenso wenig wie die Tatsache, dass schon während der Bronzezeit erzhaltiges Gestein abgebaut worden ist. In den Details besteht aber eine Verwirrung vonseiten der Archäologen und Historiker, die auf fehlende lokale Untersuchungen als auch auf dem vernachlässigten Einbezug von geologischen Studien beruht. Qualitativ hochstehende toreutische Denkmäler, die aus Amisos überliefert sind, setzen Bronzewerkstätten voraus und weisen auf den Abbau des Rohmaterials in der Region hin.
In den ersten Jahrhunderten von Amisos wurden die Produkte lokal gehandelt. Ab dem 4. Jh. v. Chr. wurden Erzeugnisse wie Wolle, Getreide, Honig, hochwertiges Bienenwachs und Wein exportiert. Die Stadt exportierte nicht nur landwirtschaftliche Produkte, sondern auch Fische, Salz aus dem Delta des Halys und Halbedelsteine wie Jade. Während der hellenistischen Zeit mit dem Zenit unter der Herrschaft von Mithridates VI. waren Terracotta-Figuren das populärste Exportprodukt.

## Münzen

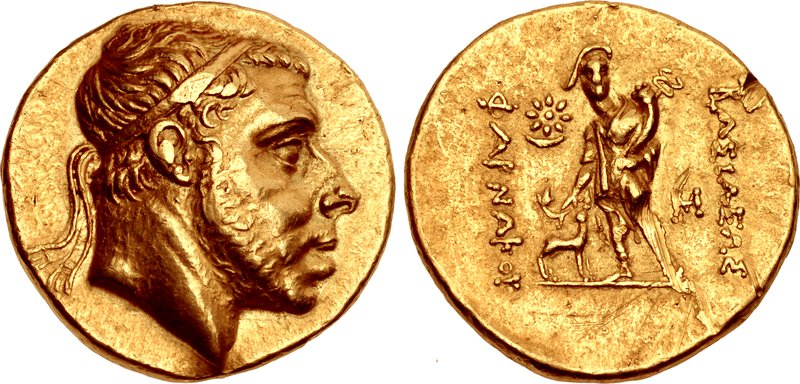
Pharnakes I. von Pontus

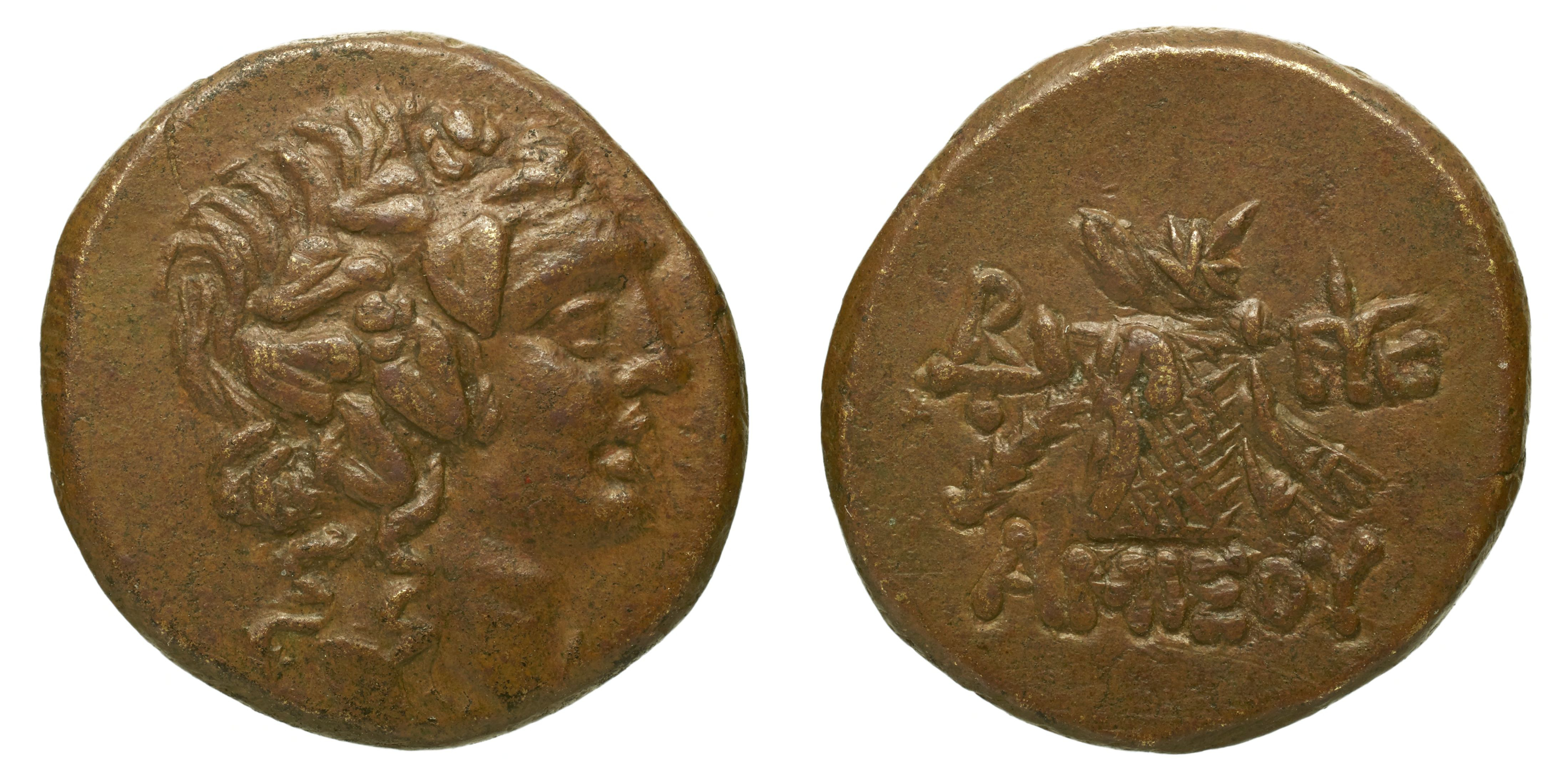
Bronzemünze, 85-65 v. Chr.

Die Münztätigkeit von Amisos reicht bis ins 5. Jh. v. Chr. zurück. Die ältesten gefundenen Münzen zeigen auf der Vorderseite die griechische Göttin Hera und auf der Rückseite eine Eule, das Sinnbild von Athen. Diese Münzen waren aus Silber und wurden in verschiedenen Gewichten produziert. Es gibt Beispiele von Drachmen, Sigloi und halben Sigloi (Messeinheit des Achämenidenreichs). Die verschiedenen Münzgewichte beweisen, dass Amisos bereits in dieser Zeit sowohl mit Griechen als auch inländischen und östlichen Städten Handel betrieben hat. Das Thema der Eule wurde noch bis zur Herrschaft von Mithridates VI. auf der Rückseite von Münzen verwendet.
Im Verlauf des 2. Jh. v. Chr. prägte Amisos wie auch die anderen Städte des Königreichs Pontos weiterhin Münzen, aber diese weisen nicht die gleiche Qualität auf wie die früheren, und die städtespezifischen Themen waren weniger häufig vertreten. Die meisten Städte verloren in dieser Zeit einen Teil ihrer Unabhängigkeit in der Münzprägung. Es wurde ihnen aber immer noch erlaubt, eigene Münzen, mit dem Namen der Stadt auf der Rückseite, herzustellen. Während der Herrschaftszeit von Mithridates VI. stieg die Anzahl der münzprägenden Städte markant an. Häufigste Themen in dieser Zeit waren Nike, Zeus, Ares, Athene, Perseus und Dionysos, die auch aus Amisos überliefert sind. Die Stadt prägte in dieser Zeit kein Silber mehr, sondern verwendete Kupfer.

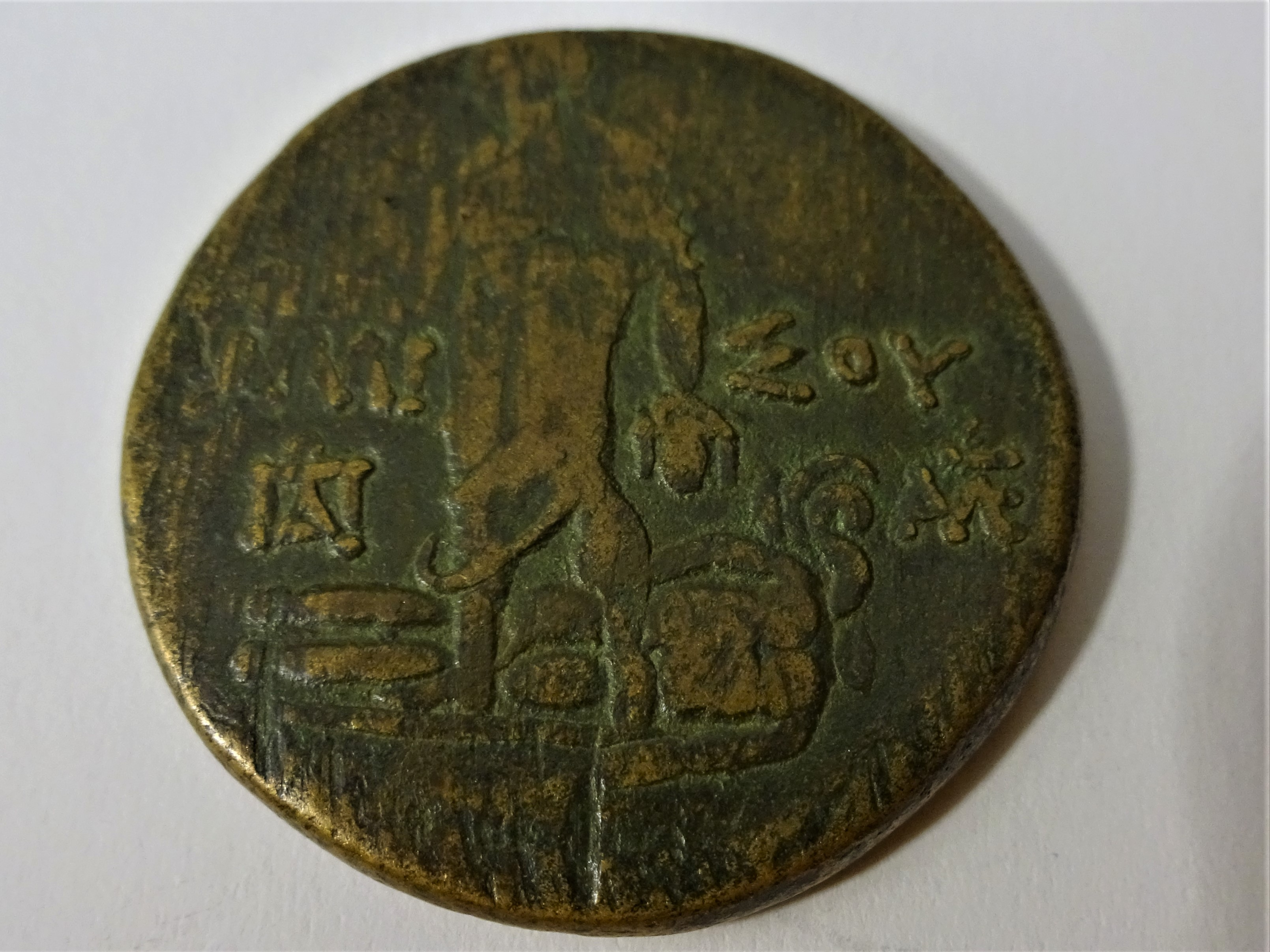
Perseus mit dem abgetrennten Kopf der Medusa in der linken Hand

 Unter der Herrschaft von Mithridates VI. weist Amisos von allen Münzprägestädten des Königreichs das breiteste Themenspektrum auf und auch mengenmäßig stammen die meisten Münzen, die heute von Privatsammlungen und regionalen Museen publiziert sind, aus Amisos. Allein das Museum in Samsun besitzt 7500 Münzen aus Amisos und der unmittelbaren Umgebung. Außerhalb von Kleinasien wurden amisenische Münzen in der Ukraine, Ägypten, China, Afghanistan, Samaria, Georgien, Russland, Saida und Euboea gefunden.
Nach dem Tod von Mithridates VI. 63. v. Chr. setzte Amisos seine Kupferprägung noch bis Mitte des 3. Jh. n. Chr. fort.
Die Stärke der Numismatik kommt am besten zum Vorschein, wenn datierte Kontexte zu den Münzen vorhanden sind. Im Fall von Amisos zeigen die Münzen, die sich weltweit im Besitz von Museen und Privatsammlungen befinden, wie verbreitet der Raubbau an archäologischen Funden gewesen ist. Die neuen Besitzer gruppierten die Münzen um den Prägestandort und die letzten verbliebenen Fundinformationen gingen damit verloren. Trotz dieser Widrigkeiten stellen die Münzen aus Amisos eine wertvolle historische Quelle dar.

## Terrakotten

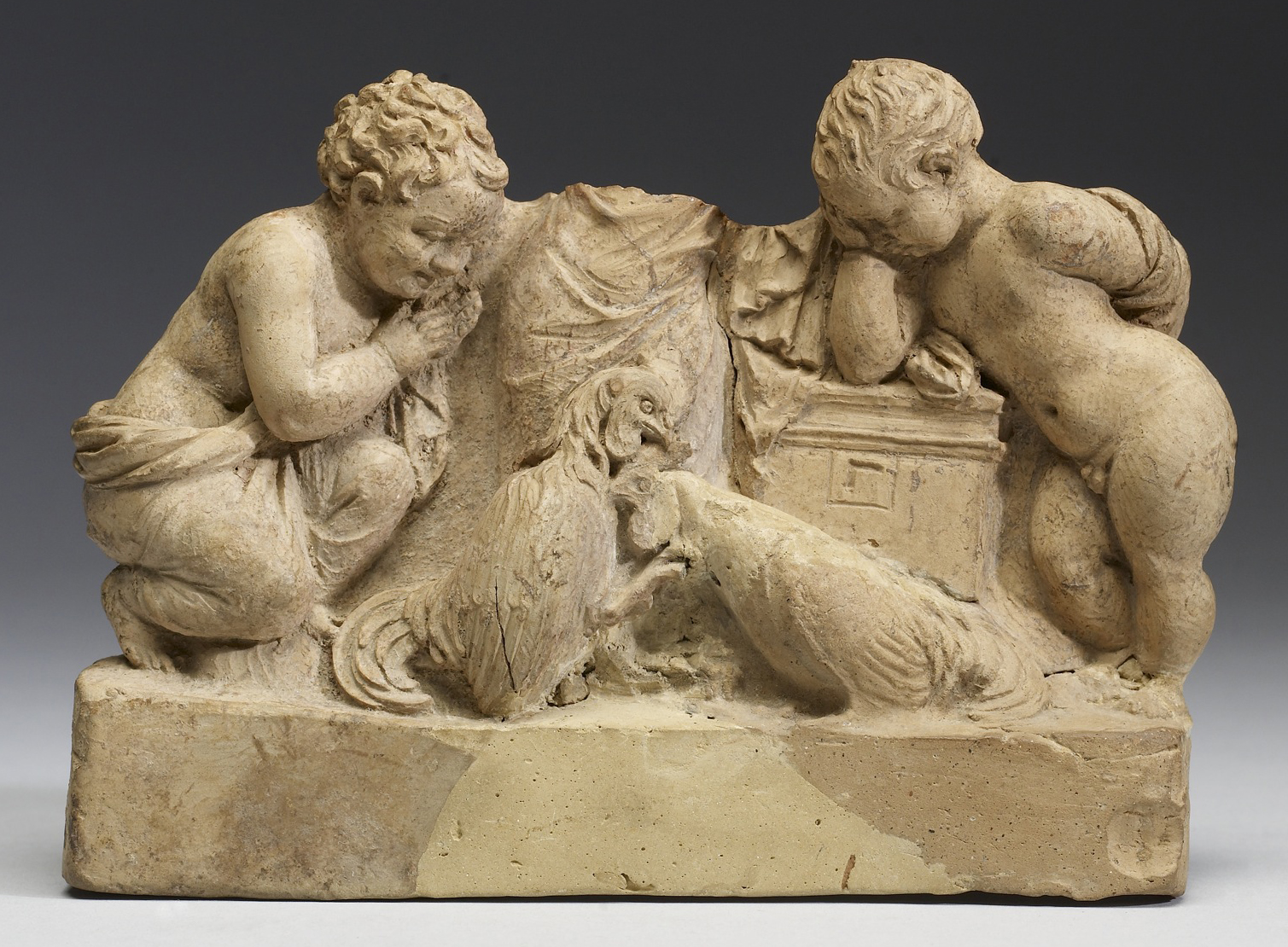
Drei Personen schauen einem Hahnenkampf zu. 10×14.7×5.1 cm, zwischen ca. 330 und ca. 100 v. Chr.

### Geschichte
Die amisenischen Werkstätten nahmen wahrscheinlich ihre Arbeit zu Beginn des 2. Jh. v. Chr. auf. Sie stellten Protome, Büsten, Masken, Appliken, Statuetten, Köpfe, Tiere, Früchte und Pflanzen her. Die Werkstätten beschränkten sich nicht auf das Schwarzmeergebiet, sondern Funde bestätigen, dass sie ebenfalls in Bithynien, Zentralanatolien, Kilikien, in den Städten Westanatoliens und auf Delos präsent waren. Die Eroberung von Amisos 71 v. Chr. durch den römischen Feldherrn Lucius Licinius Lucullus brachte die Produktion mehr oder weniger zum Erliegen. Drei gefundene Figuren, die nach dem 1. Jh. v. Chr. datiert werden, zeigen, dass Werkstätten in einem bescheidenen Umfang noch unter römischer Herrschaft weiter existiert haben.

### Technik
Der Ton, der verwendet wurde, war roh von gelblicher Farbe und stammt aus den zahlreichen Wasserläufen der Region. Nach dem Brennvorgang wurde die Oberfläche rötlich gelb. Häufig sind auch die Farbtöne rötlich braun bis graubraun vertreten. Die Tonkonsistenz ist aufgrund von unterschiedlichen Abbaugebieten und Bearbeitungen verschieden. Ein Charakteristikum der amisenischen Terrakotten ist die Polychromie. Die Handwerker verwendeten verschiedene Gelb- und Rottöne als auch Blau und Schwarz. Gold wurde oftmals für den Schmuck oder Feinheiten der Kleidung verwendet, manchmal für die ganze Figur. Ein anderes Kennzeichen der amisenischen Terrakotten, das v. a. bei den Protomen und Büsten zu beobachten ist, ist das Bemühen der Koroplasten, das Material Bronze nachzuahmen. Sie benutzten Vorlagen aus Bronzevorbildern, überzogen den gebrannten Ton häufig mit Blattgold oder Bleiglasur, um die Werke der Toreutik zu imitieren. Die amisenischen Handwerker waren so geschickt, dass sie Miniaturen wie auch große Statuen und Masken herstellen konnten. Die Dimensionen der Figuren variieren von Finger großen bis zu Statuen von 35 cm.
Die meisten Terrakotten aus Amisos wurden aus Gussformen (Matrizen) hergestellt, die von hoher künstlerischer Qualität waren. Ihre Eleganz kann mit derjenigen aus anderen Werkstätten der hellenistischen Zeit wie Myrina und Priene verglichen werden. Die Formgebung der Oberfläche wurde mit einem Modellierstab gründlich von Hand nachbearbeitet. Kopf- und Ohrenschmuck wurden separat geformt. Große oder stark bewegte Figuren bestanden aus Teilmatrizen, die mittels Aufrauen der Verbindungsflächen und Tonschlicken zusammengefügt wurden. Es sind drei Matrizen überliefert, die sich heute alle im Louvre befinden. Sie stellen eine Satyrmaske, ein Kleinkind mit zwei Küken für ein Relief und den Oberteil eines korinthischen Helms dar. Von den Matrizen sind direkt keine Terrakotten überliefert.
Die Rückseite wurde meistens roh gelassen oder waren nur teilweise bearbeitet. Es gibt ein paar wenige Ausnahmen von Statuetten oder ein rundherum geformter Kopf.
Die Terrakotten sind selten signiert. Neben ein paar Fragmenten ist der Name Μνημοσύνης und ein unvollständiges EΡMA überliefert. Es ist nicht eindeutig geklärt, ob die Schriftzeichen die Signatur eines einzelnen Koroplasten sind oder die Werkstatt damit gemeint ist. Die Seltenheit von Signaturen auf amisenischen Terrakotten ist im Vergleich zu anderen Produktionsorten wie z. B. Myrina augenfällig.

### Chronologie und Stil

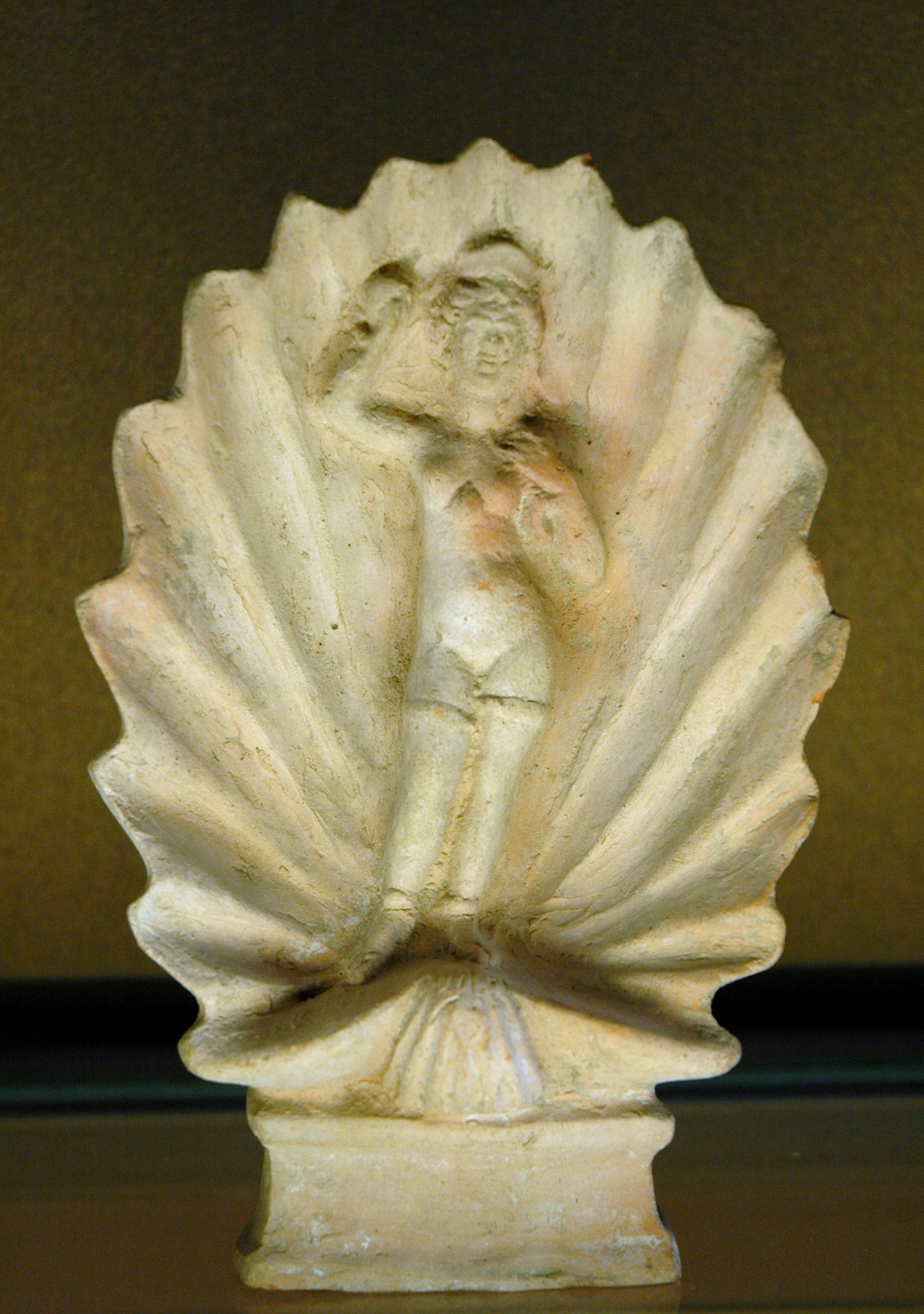
Aphrodite Anadyomene, spätes 1. Jh. v. Chr., in Kertsch gefunden, 13 cm, Louvre CA2288

Die Homogenität der amisenischen Terrakotten in Stil, Form und Inhalt weisen auf einen kurzen Produktionszeitraum hin. Genaue Datierungen sind schwierig, da die Fundzusammenhänge oftmals unbekannt sind. Eine Feindatierung aufgrund stilkritischer Vergleiche vorzunehmen hat sich als problematisch erwiesen. Figurentypen und Stilformen könnten an einem Ort aus der Mode gekommen sein und an anderen nicht. Zudem handelt es sich bei den Terrakotten um Serienproduktionen, die lange Laufzeiten haben.
Die Forschung siedelt das bisher bekannte Material insgesamt in die hellenistische Zeit an. Es wird angenommen, dass große Statuetten Mitte des 2. Jh. v. Chr. und in der 2. Hälfte des 2. Jh. v. Chr. hergestellt wurden. Die Produktion der Masken und Protome werden zwischen Mitte des 2. Jh. und den Anfang des 1. Jh. v. Chr. angesiedelt und die kleinen Statuetten und mehrfigurigen Gruppenkompositionen ins erste Viertel des 1. Jh. v. Chr.
Die amisenischen Terrakotten waren von der übrigen kleinasiatische Produktion, die von den Orten Priene, Myrina, Pergamon und Troja überliefert ist, beeinflusst. Die Statuen mit Gewändern ähneln bezüglich Körperproportionen und Gewandwiedergabe derjenigen einer Darstellung aus Priene. Das Gewand mit seinen verschieden geformten Falten ist ein Merkmal der kleinasiatischen Terrakotten. Unbekleidete Figuren weisen eine „weiche Modellierung des fülligen Körpers“ mit vielen anatomischen Details auf, die mit denjenigen von Myrina verglichen werden können. Die amisenischen Aphroditen z. B. sind aber im Vergleich insgesamt schlanker und gestreckter. Ein besonderes Merkmal der amisenischen Terrakotten und der pontischen Kunst insgesamt sind die kräftig gebildeten Nasen mit den betonten Nasenrücken, die sich auch auf Bronzemedaillons und Münzen finden lassen.
Der Ursprung und die Vorbilder der amisenischen Protomen sind wissenschaftlich noch nicht untersucht worden. Es ist aber sicher, dass sich die Koroplasten bei der Modellierung stark an toreutischen Vorbildern orientiert haben. Dies zeigt sich in der Gestaltung der Haare, Bärte und den kantigen Ausarbeitungen von Augen, Brauen und Lippen.
Eine Besonderheit stellen die komponierten szenischen Gruppen dar, die mit Teilmatrixen aus bekannten Motiven kunstvoll zusammengefügt sind. Eine Komposition, die sich im Besitz der Staatlichen Antikensammlungen München befindet, wird folgendermaßen beschrieben:

„Kleines Mädchen auf einem Felsensitz
H 12,5 cm. Br. 5,7 cm. GesichtsH 1,6 cm. (AW 1,1 cm). Ton rötlich-gelb (5YR6-7/6), glimmerhaltig. Weißer Überzug. Vergoldet Mantel, mit türkisfarbenem Saum. Rotbraun Haar. Vs. aus Teilmatrizen. Rundes Brennloch.
Stilisierter Felsensitz. Die Figur sitzt mit überkreuzten Beinen, den rechten Fuß auf einem Felsenvorsprung, den Oberkörper leicht vorgeneigt. Der rechte Arm wohl mit einem Attribut gesenkt, in der linken Armbeuge eine große Traube. Gegürteter Chiton, auf der rechten Schulter mit einer runden Schließe. Der Chitonsaum ist über die rechte Schulter herabgeglitten. Um den Unterkörper ist der weite Mantel drapiert. Schuhe. Kindlich–volles Gesicht, Lampadionsfrisur, durch einen Reif gehalten.“

Neben den komponierten Gruppen gibt es Neuschöpfungen, die im Umkreis von Amisos gefunden wurden. Dazu gehören die bereits erwähnten Dionysos- und die als Amazonen interpretierten Frauen-Protome. Bei den Masken sticht Amisos durch außergewöhnliche Typenvielfalt, das große Format und die hohe Qualität hervor.
Lâtife Summerer meint zu den amisenischen Terrakotten:

„Das entscheidende Merkmal der amisenischen Werkstätten ist, daß die Koroplasten die übernommenen Typen nicht nur mechanisch reproduziert, sondern variiert, umgebildet und sogar inhaltlich umgedeutet haben. Figurentypen haben sie miteinander kombiniert und von Hand nachmodelliert, um sie zu variieren oder zum Teil völlig neu zu gestalten.“

Deshalb könne man von einem amisenischen Stil sprechen, der auf der Kreativität der ortsansässigen Koroplasten basiert.

### Stellung
Die Stellung der amisenischen Terrakotten wurde in der Literatur lange nicht gewürdigt. Wenn eine Beurteilung vorgenommen wurde, wurde die Produktion in Abhängigkeit zu den westlichen kleinasiatischen Kunstzentren und deren Einflüssen gesehen. Eine eigenständige Kreativität der amisenischen Koroplasten wurde verneint. Dabei wurde übersehen, dass im Zeitraum, in dem Amisos zum Höhepunkt seiner Terrakotta-Produktion gelangte, die übrigen kleinasiatischen Produktionsstätten stagnierten. Deren Qualität ließ nach und es wurden keine neuen Figurentypen kreiert. Amisos dagegen produzierte die großformatigen Protome, die eine Neuheit darstellten.
Außerhalb des Königreichs Pontos finden sich amisenische Terrakotten in Bithynien, wo die Frauenprotome einen Absatzmarkt gefunden zu haben scheinen. In den westlichen Produktionsstätten Priene, Smyrna und Delos wurden Dionysos-Protome gefunden und in Tarsos eine Satyr-Protome.
Es gäbe aber auch die Möglichkeit, dass künstlerische Impulse direkt von Athen nach Amisos gelangt sind. Dafür sprechen die kulturelle Verbundenheit der beiden Städte und eine Anzahl von Griechen mit attischer Herkunft, die zur Zeit der römischen Eroberung 71 v. Chr. in Amisos gewohnt haben.

### Formen
Im Folgenden werden aus der Vielfalt der amisenischen Terrakotten zwei Gruppen näher erläutert.

#### Protomen
Die Protomen sind unter den amisenischen Terrakotten bezüglich ihrer Quantität und Qualität herausragend. Ihre Größen variieren zwischen 6 und 8 cm bis zu Exemplaren von über 30 cm. Zu den beliebtesten Protomen gehörte die Darstellung des Dionysos mit den Attributen Botrys (Weingott), Tauromorphos (Stiergestalt) und Mitrephoros (genannt nach dem Kopfschmuck der Mitra). Darüber hinaus gibt es zwei Gruppen mit Dionysos mit und ohne Bart.
Das Kultbild von Dionysos Botrys ist unbekannt. Man nimmt an, dass Trauben im Haar und Bart, kugelförmige Gebilde, als Attribut gelten. Die hellenistischen Terrakotten aus Amisos sind die frühesten bildlichen Zeugnisse des Dionysos Botrys. Auch die gefundenen Exemplare auf der Krim werden inzwischen den amisenischen Koroplasten zugesprochen. Das Gleiche gilt für eine Protome aus Delos. Es gibt Darstellungen, auf denen Dionysos mit der rechten Hand seinen Bart umfasst und in der linken einen Skyphos trägt. Die Interpretation dazu ist, dass der Gott den Wein aus den Trauben presst und den Saft mit einem Trinkgefäß auffängt.
Die Stiergestalt des Dionysos ist über Schriftquellen von Plutarch, Strabon und anderen überliefert. Trotzdem taten sich die Wissenschaftler schwer mit der Identifikation der amisenischen Protome. Für manche war jede gehörnte Darstellung ein Dionysos Tauromorphos, für andere mussten die zwei Hörner an den Schläfen und nicht in der Mitte auf der Stirn angesetzt sein. Amisenische Protome mit Dionysos Tauromorphos wurden neben Amisos in Myrmekion auf der Krim, Sinope und Sarkine in Georgien gefunden.
Von Dionysos Mitrephoros erzählt Diodor, dass er der Erfinder der bei Symposien getragenen Mitra gewesen sei. Die Mitra habe die Aufgabe, die vom Weingenuss hervorgerufenen Kopfschmerzen zu lindern. Manche Wissenschaftler haben unter der Mitra ein Kopftuch verstanden und haben entsprechend den Gott in den Protomen nicht erkannt. Heute ist die Mitra ein anerkannter in der Breite variierender Gewebestreifen, entsprechend einer Stirnbinde. Das Attribut der Mitra erscheint auch auf den Darstellungen des Dionysos Botrys und Tauromorphos.
Die Protome des Dionysos sind auf der Rückseite mit Aufhängelöchern ausgestattet und wurden in Gräbern, Häusern und Kultstätten gefunden. Sie wurden kultisch verehrt oder galten als Repräsentationsobjekte. Sie hingen wahrscheinlich weit oben, da ihr Gesicht vielfach nach unten geneigt ist.
Neben Dionysos sind Protome mit Satyr, Frauen und Kinder überliefert. Es wird vermutet, dass es sich bei den Frauen-Darstellungen um Amazonen handelt, da nach der literarischen Überlieferung das Amazonenreich im Stadtgebiet von Amisos lag. Unter den Büsten, die in der Literatur als Kopfgefäß bezeichnet werden, gibt es Darstellungen der Gottheit Men mit seinen Attributen Mond und Sterne, die eine Besonderheit des Königreich Pontos sind, als auch die Gottheiten Isis, Tyche und Athene.

#### Masken
Die amisenischen Tonmasken lassen sich in die drei Gruppen tragische, komische und satyrische unterteilen. Die meisten beziehen sich auf die Neue Komödie. Ihr Format ist unterschiedlich. Es gibt Größen bis zu 20 cm, bei den meisten beträgt die Höhe 10–15 cm. Die kleinsten Masken sind nur noch 5–8 cm hoch. Daraus wird ersichtlich, dass die Masken nicht zum Tragen bestimmt waren, sondern Reproduktionen sind, die die Schauspieler getragen haben oder an religiösen Anlässen eine kultische Verpflichtung waren. Die Masken sind auf der Rückseite mit zwei bis vier Aufhängelöchern ausgestattet.
Bei der Betrachtung der Gruppe der komischen Masken kann man den Katalog des Iulius Pollux als Referenz nehmen. Der Katalog ist eine Sammlung, von der man annimmt, dass sie die Masken des 3. Jh. v. Chr. beschreibt. Sie wird als intellektuelles Konstrukt eingestuft, die den Idealfall schildert und für die wirklichen Masken auf der Bühne nicht verbindlich war. Komische Masken können demnach in vier Hauptcharakteren unterteilt werden, die der griechischen Denkweise der vierteiligen (tetrarchischen) Struktur der Denkweise der Griechen entsprachen: der alte Mann, der junge Mann, der Sklave und die Frau. Weitere Masken sind eine Kombination der Haupttypen, auf die der Katalog hinweist.
Die amisenischen Koroplasten weichen vom Katalog stark ab. Die Abweichungen könnten sich durch die große Zeitdistanz erklären lassen. Allerdings weichen Masken von Lipari, die aus dem Frühhellenismus stammen, bereits von diesem Katalog ab. Man nimmt deshalb an, dass die Koroplasten aus Amisos entweder die Masken der Schauspieler, die ihnen begegnet sind, zum Vorbild nahmen oder die konventionellen Typen aus Athen übernahmen. Die Vielfalt und Kreativität der amisenischen Koroplasten wird auch bei den Masken nicht Halt gemacht haben. Es ist eine bekannte amisenische Praxis, dass Vorlagen beliebig geändert und neue Varianten entworfen wurden.
Die Aufhängelöcher auf der Rückseite weisen darauf hin, dass Masken an Wänden aufgehängt wurden. Sie gehörten zur Ausstattung von Heiligtümern und wurden während Prozessionen getragen. In Privathäusern dienten sie als Glücks- und Wohlfahrtszeichen.
Ein Großteil der erhaltenen Tonmasken aus der späthellenistischen Zeit stammen aus dem pontischen Gebiet. Sie spielten beim Dionysos-Kult als Kultobjekte und Votive eine große Rolle und der Kult wiederum war unter der Herrschaft von Mithridates VI. an die Dynastie gebunden und wurde vom König gefördert. Man nimmt an, dass die Masken Bühnenaufführungen widerspiegeln, die in Amisos stattgefunden haben. „Zusammen mit Nachrichten über pontische Dramendichter bezeugen die Denkmäler [Masken und Schauspielerfiguren] die Verbreitung der griechischen Theaterkultur am Pontos Euxeinos.“ Man geht davon aus, dass in Amisos ein Amphitheater stand, von dem heute aber keine Spuren mehr existieren.